# 凤县站
凤县站，位于中华人民共和国陕西省宝鸡市凤县双石铺镇，是宝成铁路上的火车站，建于1955年，由西安铁路局宝鸡车务段管辖。

## 車站周邊
- 嘉陵江
- 双石铺中学
- 凤县人民政府
- 凤县安全生产监督管理局
- 凤县盛天聆江国际酒店
- 凤县体育中心
- 中国邮政储蓄银行凤县新建路营业所
- 中国电信新建路营业厅

## 歷史
- 建于1955年。

## 外部連結
- 中国铁路客户服务中心（页面存档备份，存于）